# Antiblemma bistriata
Antiblemma bistriata là một loài bướm đêm trong họ Erebidae.